# Tegenaria adomestica
Tegenaria adomestica là một loài nhện trong họ Agelenidae.
Loài này thuộc chi Tegenaria. Tegenaria adomestica được miêu tả năm 2005 bởi Guseinov, Yuri M. Marusik & Koponen.